# Katharine O’Shea

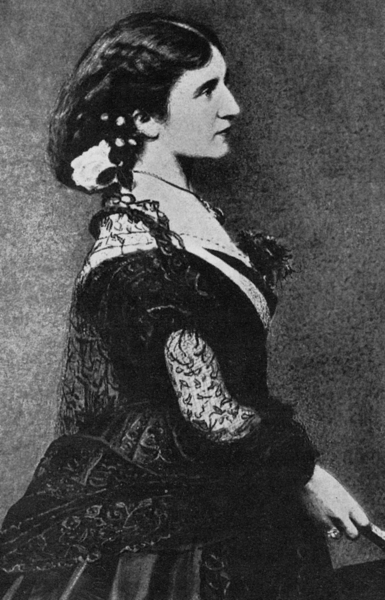
Kitty O’Shea (1873)

Katharine O’Shea, geborene Wood, (* 30. Januar 1845 in Cressing, Braintree, Essex; † 5. Februar 1921 in Littlehampton, Sussex) war die Geliebte und seit 1891 Ehefrau des irischen Nationalistenführers Charles Stewart Parnell.
Katharine O’Shea, jüngere Schwester des Feldmarschalls Sir Evelyn Wood, war seit 1880 die Geliebte Parnells. Dieses Verhältnis mit einer verheirateten Frau, das durch den Scheidungsprozess im Dezember 1890 öffentlich wurde, führte im katholischen Irland zu einem Skandal, der sich auch literarisch niederschlug („That bitch, that English whore, ... She put the first nail in his coffin.“ James Joyce, Ulysses, Kapitel 16).
Im Roman Die Jahre von Virginia Woolf ist die ganze Londoner Gesellschaft in Aufruhr, nachdem Parnells Tod bekannt wurde und auch die Affäre wird in einer Szene thematisiert:
„Parnell ist tot!“ wiederholte sie. „So heißt es“, sagte der Colonel. [...] „Die Ärmste!“ rief sie und ließ die Zeitung fallen. „Die Ärmste?“ wiederholte er. Ihre Augen füllten sich mit Tränen. Er verstand nicht. Meinte sie Kitty O’Shea? Er hatte an sie nicht gedacht. „Sie hat seine Karriere ruiniert“, sagte er mit einem kleinen Schnauben. „Ah, aber wie sie ihn geliebt haben muß“, murmelte sie.
Die politischen und gesellschaftlichen Folgen führten schließlich zum Sturz des politisch und moralisch angeschlagenen Parnell – und trugen vielleicht auch, wie in o. g. Zitaten angedeutet, zu seinem frühen Tod 1891 bei.